# 盈江蜘蛛抱蛋
盈江蜘蛛抱蛋（学名：Aspidistra yingjiangensis），一种地生草本植物，隶属于天门冬目天门冬科蜘蛛抱蛋属，分布于中国云南省西部及印度那加兰邦等地，模式产地为中国云南盈江县铜壁关。

## 形态描述
盈江蜘蛛抱蛋属于一种地生草本植物，具有3枚簇生的绿色狭倒披针形叶片，叶片长49-78厘米，宽2-4.5厘米，两面具浅黄色斑点。